# Халстенбек
Халстенбек (њем. Halstenbek) општина је у њемачкој савезној држави Шлезвиг-Холштајн. Једно је од 49 општинских средишта округа Пинеберг. Према процјени из 2010. у општини је живјело 16.502 становника. Посједује регионалну шифру (AGS) 1056018, NUTS (DEF09) и LOCODE (DE HAK) код.

## Географски и демографски подаци
Халстенбек се налази у савезној држави Шлезвиг-Холштајн у округу Пинеберг. Општина се налази на надморској висини од 13 метара. Површина општине износи 12,6 km². У самом мјесту је, према процјени из 2010. године, живјело 16.502 становника. Просјечна густина становништва износи 1.312 становника/km².

## Међународна сарадња
| Мјесто     | Држава   | Врста сарадње | Од    |
| ---------- | -------- | ------------- | ----- |
| Харткирхен | Аустрија | партнерство   | 1995. |
| Извор      |          |               |       |